# Escúzar
Escúzar er en by og kommune i det sydøstlige Spanien i provinsen Granada. Den har et indbyggertal på 845 (2024) indbyggere.